# Melodinus baueri
Melodinus baueri là một loài thực vật có hoa trong họ La bố ma. Loài này được Endl. mô tả khoa học đầu tiên năm 1833.